# Григор II Сенекеримян
Григор II Сенекеримян (арм. Գրիգոր Բ Սենեքերիմյան) (год. рожд. неизв. — 1166) — царь Сюника, согласно разным данным, с 1096, 1103 или 1105 по 1166 годы.

## Биография
Григор II сменил на престоле отца Сенекерима. Его власть распространялась, главным образом, на юг Сюника — область Балк (Капан). При нём Сюникское царство значительно ослабло. Сельджукский амират Гянджи захватил несколько крепостей. Не имея мужских потомков (его брат был убит в 1166 году в битве с сельджуками Гянджинского амирата), наследником назначил сына своей дочери Каты и князя Хачена Гасана — Вахтанга Тангика, который и правил царством после смерти Григора II.
Армянин по национальности.